# Фиркович, Гавриил Семёнович
Гаврии́л Семёнович Фирко́вич (1818, Троки, Литовско-Виленская губерния — 27 мая [8 июня] 1869, Московская губерния) — караимский газзан, ближайший помощник и финансовый директор А. С. Фирковича.

## Биография
Родился в 1818 году в семье газзана и меламмеда Семёна (Симхи) Зараховича Фирковича и его второй жены Анны Хаимовны. Семья жила в Троках. Окончил мидраш и уездное училище. С детства знал русский язык, который в 1844—1846 годах преподавал в евпаторийском караимском училище. Также владел французским и немецким языками. По неподтверждённым данным, приблизительно с 1838 года начал исправлять должность газзана в симферопольской общине. Затем с 1842 по 1844 год служил газзаном и меламмедом в Севастополе. В это время стал активно помогать своему тестю А. С. Фирковичу, в частности, в путешествии с археологической целью по Кавказу в 1849—1850 году, исследовании надгробий на караимском кладбище в Иосафатовой долине у Чуфут-Кале. Так, в 1847 году ими был составлен план этого кладбища, разбивающий его на участки. Все собранные на Кавказе рукописи, монеты и прочие ценности по указанию Кавказского наместника М. С. Воронцова были переданы в собственность Одесского общества истории и древностей. 
С 1840-х годов до своей смерти был финансовым директором А. С. Фирковича, вместе с которым отстаивал ценность и древность найденных ими рукописей и надгробных надписей перед академическими учёными. Во время Крымской войны жил в Литве. В 1857 году был причислен к духовному званию и занял должность старшего трокского газзана.
Автор сочинения на древнееврейском языке в жанре наставления и поучения («муса́р» (от др.-евр. מוסר‬, букв. «мораль») под названием «Зикарон ледор ахрон, или Записки Гавриила Фирковича», посвящённого финансовой катастрофе, постигшей его на Урале в конце 1860-х годов. Сочинение было издано в виде брошюры в 1871 году в Вильне после смерти Гавриила Фирковича.
С 1840 года был женат на дочери А. С. Фирковича — Милке Авраамовне. Детей не имели.
Умер 27 мая 1869 года в Московской губернии.